# Sapore di gloria
Sapore di gloria è una serie televisiva italiana creata da Marcello Coscia e Jean Ludwigg, trasmessa su Rai 1 tra il 1988 e il 1989, con Giulio Base, Franco Bertini e Cinzia De Ponti. La serie, nata da un'idea di Marcello Coscia e autoprodotta dalla TV di stato in co-produzione, è costituita da tredici telefilm diretti da Marcello Baldi e in onda su Raiuno in concomitanza con i Giochi Olimpici di Seul.

## Trama
La serie narra i sogni, le speranze, le ambizioni, l'amore e l'amicizia di un gruppo di otto ragazzi, d'età compresa tra i diciassette e i vent'anni, alla ricerca di se stessi attraverso lo sport.
In un centro di addestramento sportivo si intrecciano così le vicende di giovani di diversa estrazione sociale, dove ognuno di loro è impegnato in una attività fisica a livello agonistico. 

## Episodi
| Stagione       | Puntate | Prima TV Italia |
| -------------- | ------- | --------------- |
| Prima stagione | 13      | 1988-1989       |

## Produzione
Nel cast compare il velocista Pierfrancesco Pavoni (episodio 1). Sono presenti anche gli attori Howard Ross, Marina Giulia Cavalli, Gerardo Amato, Clotilde De Spirito (come Tilde De Spirito), Mimmo Mancini, Carmine Faraco (come Carmine Farago), Mauro Carli, Francesco Romano, Franco Pistoni.
La prima puntata della serie, in onda il 21 settembre 1988, fu preceduta da una breve presentazione nel corso della quale intervenne anche Pietro Mennea, il campione olimpico uscente dei 200 metri e alfiere della squadra nazionale alle Olimpiadi. 
Successivamente fu ritrasmessa nel primo pomeriggio in replica, a rotazione per tutta l'estate 1989, sempre su Rai 1, dal 16 giugno al 2 settembre 1989.

## Colonna sonora
La sigla di apertura della serie è il brano Gimme Five di Jovanotti.
La composizione Meridiana di Stelvio Cipriani fu inclusa nell'album Mare Vivo (1989).

## Critica
La serie TV, probabilmente in collaborazione con il CONI, presenterebbe episodi dai toni fortemente "rosa-romanzeschi" sull'attività dei centri sportivi e sul privato degli atleti, a volte dalle storie difficili. La sceneggiatura, a parte qualche bella ripresa di esercizi ginnici, appare costituita da copioni "esili, toni edificanti, recitazione pateticamente scolastica, regia pateticamente distratta".
L'andamento "compunto e sentimentale, con intenti didattici" dei telefilm vuole coniugare lo sport con i "casi umani".